# آندره برتون

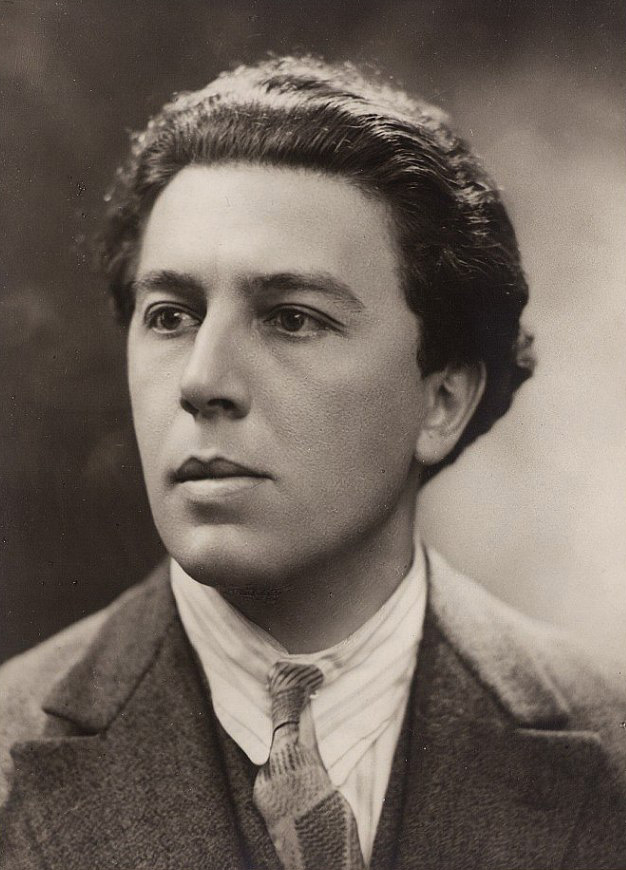
آندره برتون در سال ۱۹۲۷

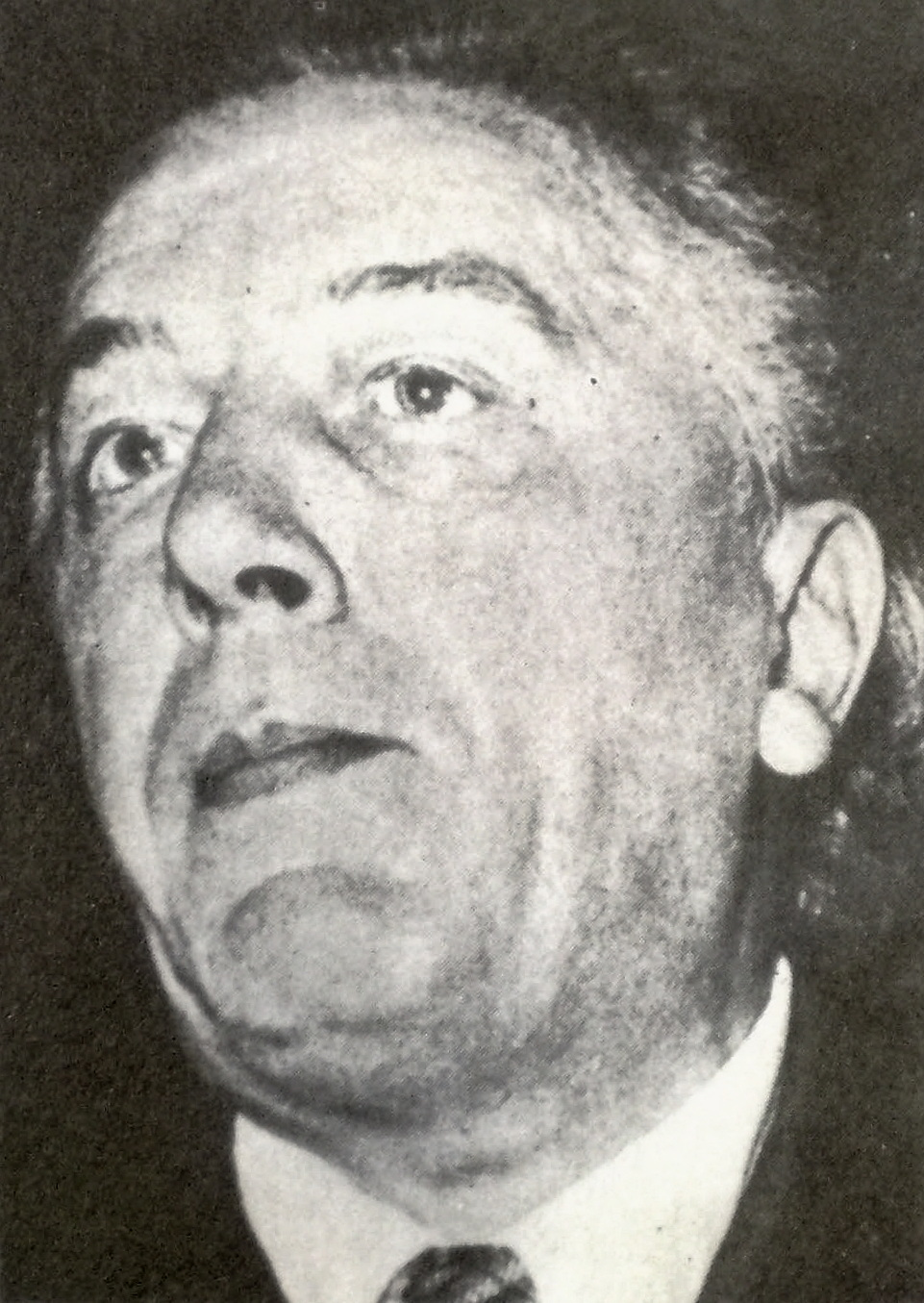
آندره برتون در سال ۱۹۶۰

آندره روبر برُوتون (به فرانسوی: André Breton) (زادهٔ ۱۸۹۶ - درگذشتهٔ ۱۹۶۶) شاعر، نویسنده، پیشگام و نظریه‌پرداز فراواقع‌گرا (سورئالیست) فرانسوی بود.

## سال‌شمار

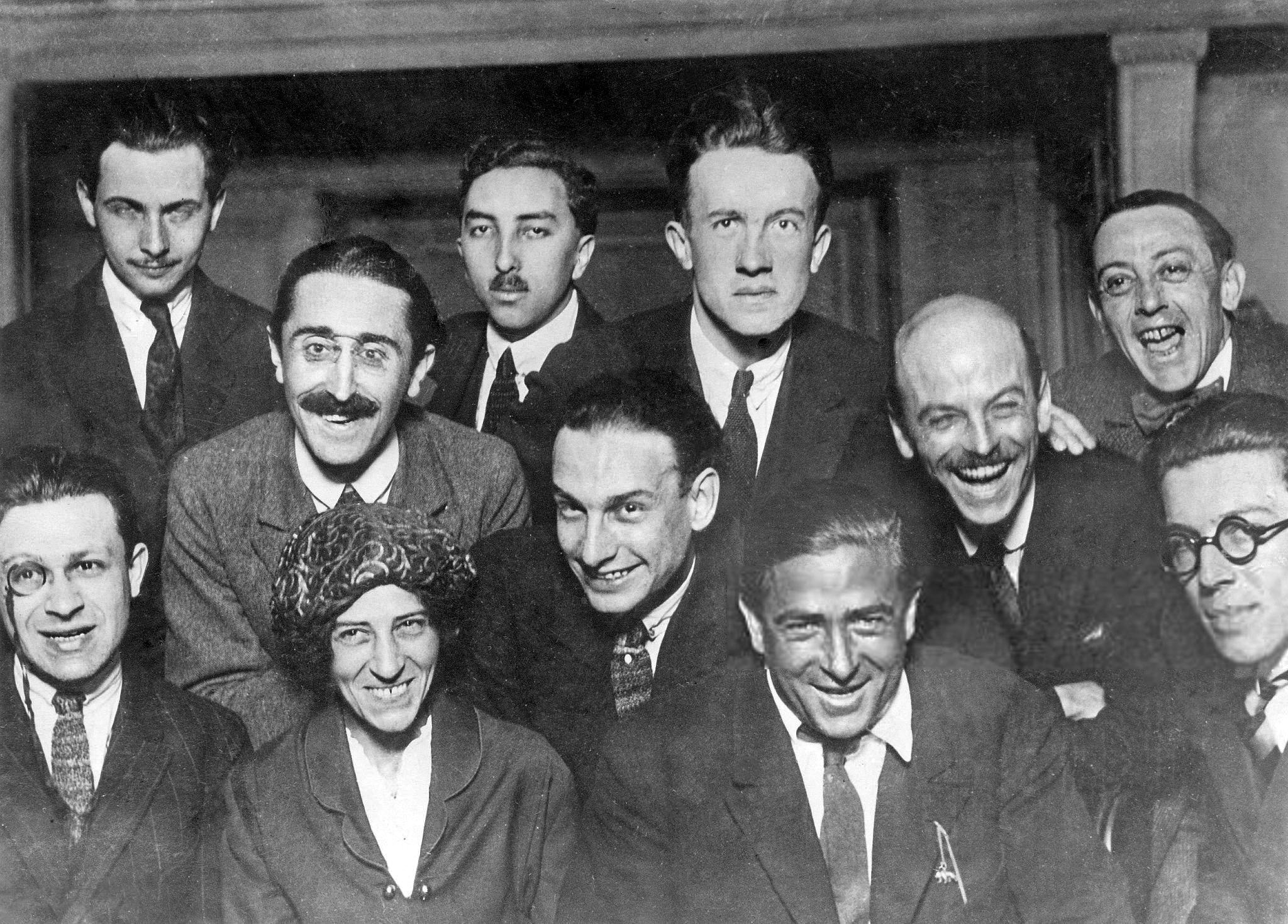
گروه دادا جلوی دوربین ژست می‌گیرند و ژست‌های مختلفی می‌گیرند، بیشترشان لبخند می‌زنند. آنها کت‌های تیره و پیراهن‌های سفید پوشیده‌اند و مردان کراوات زده‌اند.

### کودکی و نوجوانی
آندره بروتون در ۱۹ فوریه ۱۸۹۶ در تَنشُبرِه (نورماندی) فرانسه به دنیا آمد و دوران کودکی را در بریتانی گذراند. پدرش در گذشته پلیس بود و بعد کسب و کار کوچکی راه انداخت، مادرش نیز خیاط زنانه‌دوز بود.
در کودکی به همراه خانواده به حومهٔ پاریس نقل مکان کردند و آندره در آن‌جا به مدرسه رفت، با الهام از سمبولیست‌ها آغاز به سرودن شعر کرد. وی پس از اتمام دوره متوسطه تحصیل در رشتهٔ پزشکی را آغاز کرد.

در سال ۱۹۱۵ بروتون روان‌پزشک به خدمت نظام در رستهٔ بهداری فراخوانده شد، در آن ایام بود که نظریه‌های فروید را کشف کرد و به درمان بیماران روانی پرداخت. این فعالیت نظرات او را دربارهٔ ذهن و ناخودآگاه شکل بخشید. کمی بعد با ژاک واشه، هنرمند نامتعارف و اسرارآمیز آشنا شد و واشه او را به سنجش دوبارهٔ عقایدش دربارهٔ ادبیات و هنر واداشت. در سال ۱۹۱۹ و پس از مرگ اسرارآمیز واشه، بروتون متن خودبه‌خودی میدان‌های مغناطیسی را (با همکاری فیلیپ سوپو) نوشت و به جنبش دادا علاقه‌مند شد. در سال ۱۹۲۰ که رهبر جنبش دادا، تریستان تزارا، به پاریس آمد، بروتون مشتاقانه به فعالیت‌های پرشور و شر این جنبش پای گذاشت.

### جنبش فراواقع‌گرایی
برتون در سال ۱۹۲۱ با سیمون کان ازدواج کرد و ساکن آپارتمانی در خیابان فونتن شد. او تا آخر عمر در همین آپارتمان زندگی کرد. در سال ۱۹۲۴ برتون که از جنبش دادا جدا شده بود، جنبش فراواقع‌گرایی را بنیاد نهاد و بیانیهٔ فراواقع‌گرایی را منتشر کرد. این جنبش که ویژگی عمده‌اش توجه به رؤیا و فعالیت خودبه‌خودی ذهن بود، توجه افراد زیادی را جلب می‌کند. کسانی چون لویی آراگون و پل الوار (نزدیک‌ترین دوستان برتون)، روبر دسنوس، ماکس ارنست، آنتونن آرتو، ژاک پره‌ور، ایو تانگی، بنجامین پرت، ریمون کنو، میشل لیریس، آندره ماسون و من ری اعضای اولیهٔ آن هستند.
برتون در سال ۱۹۲۶ با نادیا آشنا شد، او را می‌توان الهام‌بخش معروفترین آثار شاعر دانست. در همان سال به هوای تأثیر نهادن بر فضای اجتماعی و سیاسی، رابطه‌ای پرتلاطم با حزب کمونیست را آغاز کرد و برای مدتی کوتاه، در سال ۱۹۲۷ به آن حزب ملحق شد.

در حوالی سال ۱۹۲۹ به خاطر باورهای سیاسی برتون، بسیاری از فراواقع‌گرایان از این جنبش اخراج شدند. در همین سال او متن آتشین بیانیهٔ دوم فراواقع‌گرایی را منتشر کرد. بسیاری از اعضای اخراجی جنبش نیز متن تند و تیزی با عنوان جنازه علیه برتون انتشار دادند. درهمین سال برتون از همسرش سیمون جدا شد. سالوادور دالی، لوییس بونوئل، رنه شار و آلبرتو جاکومتی به فراواقع‌گرایی پیوستند.
هر چند برتون برای نزدیکی به حزب کمونیست (که اکنون سخت استالینیست شده) قدم پیش گذاشت، این حزب همچنان به فراواقع‌گرایی بدگمان بود. در بهار سال ۱۹۳۲، آن‌گاه که آراگون جنبش فراواقع‌گرایی را به هوای عضویت در حزب کمونیست ترک کرد، رابطهٔ برتون با حزب خراب‌تر شد.

### ازدواج دوم
در سال ۱۹۳۴ برتون با ژاکلین لامبا آشنا شد و با او ازدواج کرد. این زن الهام بخش کتاب عشق جنون‌آسا است و از برتون صاحب دختری می‌شود. برتون، بعد از آنکه از سخنرانی در کنگرهٔ نویسندگان برای دفاع از فرهنگ محروم شد، سرانجام از حزب کمونیست جدا شد. او هر چند تا پایان عمر در فعالیت‌های سیاسی شرکت داشت، لیکن دشمن سرسخت استالینیسم بود و از نخستین کسانی بود که در فرانسه، محاکمات رسوای مسکو را محکوم کرد.
در سال ۱۹۳۸ به مکزیک سفر کرد و در آنجا انقلابی تبعیدی لئون تروتسکی را ملاقات کرد و با همکاری او متن بیانیهٔ «برای هنر مستقل انقلابی» را نوشت.

### جنگ جهانی دوم
پس از بازگشت به فرانسه به منظور تشکیل سازمان تروتسکیستی فدراسیون بین‌المللی هنر مستقل شروع به فعالیت کرد. اما شروع جنگ برنامهٔ او را ناتمام گذاشت. بعد از شکست فرانسه برتون، در هراس از خفقان و سرکوب حکومت ویشی همراه خانواده‌اش اروپا را ترک کرد. برتون به نیویورک پناه برد و در آنجا فعالیت‌های گوناگون فراواقع‌گرایانه را با تبعیدیان دیگر، از جمله ارنست، ماسون، کلود لوی-استروس. مارسل دوشان، سامان داد. در همین ایام است که از ژاکلین جدا شد و با'الیسا بیندهوف ازدواج کرد.

### پس از جنگ
برتون در سال ۱۹۴۶ با همسرش به فرانسه بازگشت و کوشید دیگر بار با دوستان گذشته‌اش پیوند برقرار کند، اما بسیاری از آنان گرفتار وابستگی‌هایی متضاد (از جمله به استالینیسم، مثل آراگون و الوار) بودند و به این ترتیب در اوایل دههٔ ۱۹۵۰ تنها شماری اندک از فراواقع‌گرایان پیش از جنگ همچنان در گروه باقی مانده بودند.

در سال ۱۹۵۱ «ماجرای کاروژ» که بسیاری فراواقع‌گرایان بر جامانده را از گروه دور کرد، سبب جدایی بیشتر برتون از هم نسلان خود شد. در سال ۱۹۵۲ متن گفتگوهای برتون با آندره پارینو به صورت رادیویی پخش و منتشر شد. در این ایام همکاری کوتاه‌مدتی میان فراواقع‌گرایان با آنارشیست‌ها اتفاق می‌افتد و آخرین کتاب عمدهٔ برتون به نام کلید دشت‌ها نیز منتشر می‌شود. در دهه‌های ۱۹۵۰ – ۱۹۶۰ برتون در حالی که شماری از زنان و مردان جوان به دور او جمع شدند همچنان رهبری جنبش سازمان‌یافتهٔ فراواقع‌گرایی را در دست داشت.

آندره برتون سرانجام در ۲۸ سپتامبر ۱۹۶۶ در پاریس چشم از جهان فرو می‌بندد.

## بخشی از کتاب‌شناسی
- نادیا
- اگر زحمتی نیست
- سرگذشت سوررئالیسم[۴]
- همواره برای بار نخست